# Zhangjiajie National Forest Park
Het Zhangjiajie National Forest Park (Chinees: 湖南张家界国家森林公园; Hanyu pinyin: Húnán Zhāngjiājiè Guójiā Sēnlín Gōngyuán; letterlijk "Hunan Zhangjiajie National Forest Park") is een nationaal park in Zhangjiajie in Noord-Hunan in de Volksrepubliek China. Het is gelegen in het Wuling-gebergte en is een van de vele nationale parken in Wulingyuan.

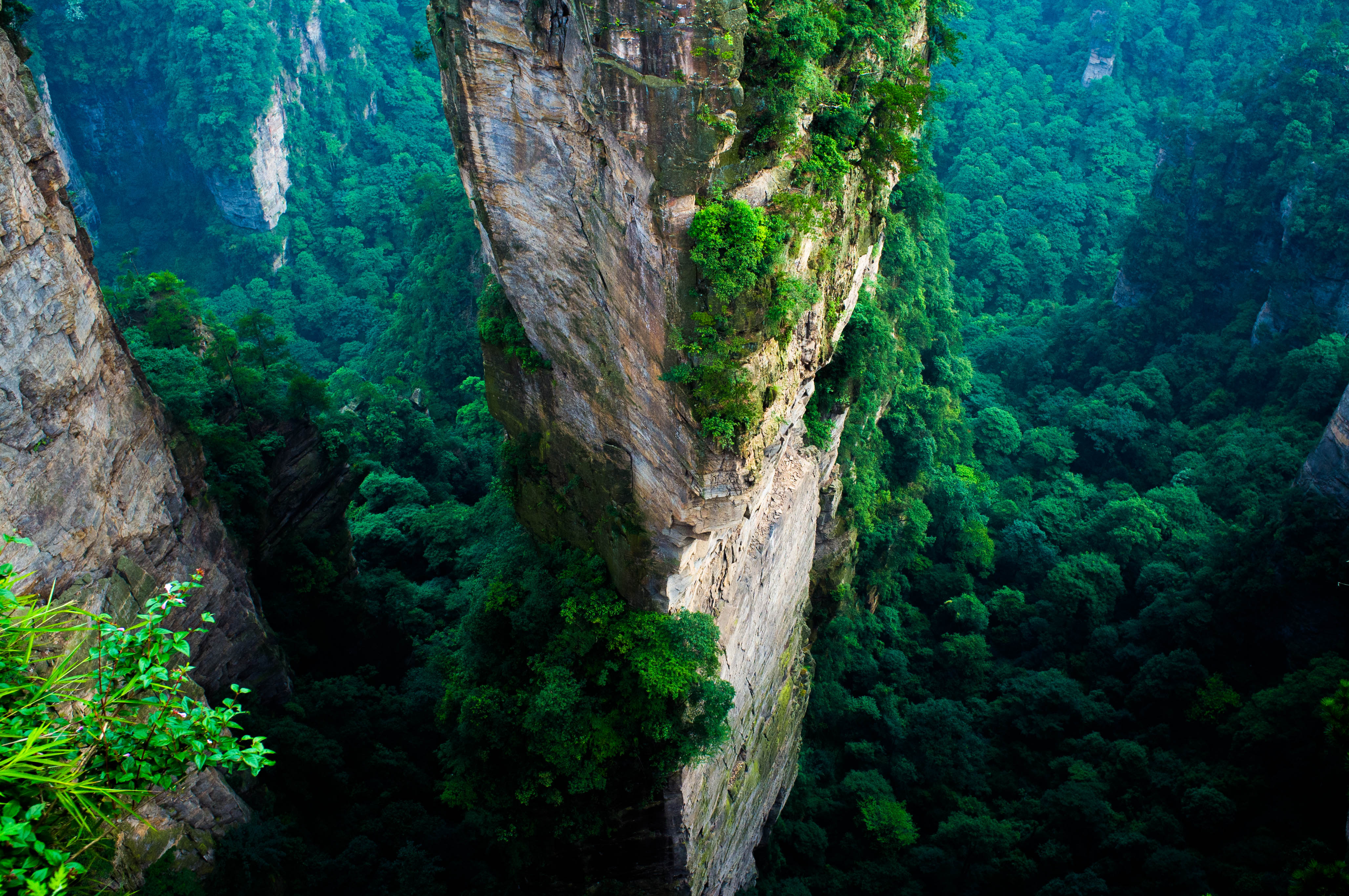
Een pilaarachtige rotsstructuur in Zhangjiajie National Forest Park als gevolg van eeuwenlange erosie.